# Стреда на Бодрогу
Стреда на Бодрогу (слч. Streda nad Bodrogom) насељено је мјесто са административним статусом сеоске општине (слч. obec) у округу Требишов, у Кошичком крају, Словачка Република.

## Становништво
| Година:    | 1994. | 2004.   | 2014.   | 2024.   |
| ---------- | ----- | ------- | ------- | ------- |
| Број људи: | 2435  | 2430    | 2284    | 2257    |
| Разлика:   |       | -0,20 % | -6,00 % | -1,18 % |

| Година:    | 2023. | 2024.   |
| ---------- | ----- | ------- |
| Број људи: | 2253  | 2257    |
| Разлика:   |       | +0,17 % |

Према подацима о броју становника из 2011. године насеље је имало 2.256 становника.